# シャミル・ガジエフ
シャミル・ガジエフ（ロシア語: Шамиль Газиев、英語: Shamil Gaziev、1990年2月10日 - ）は、バーレーンの男性総合格闘家。ダゲスタン共和国出身。マナーマ在住。KHK・MMAチーム所属。UFC世界ヘビー級ランキング11 位。バーレーン人初のUFC選手。

## 来歴
ソビエト連邦ロシア・ソビエト連邦社会主義共和国ダゲスタン自治ソビエト社会主義共和国（現ダゲスタン共和国）クンザフで生まれた。バレーボールを経験しダゲスタンの代表チームに所属していたが、元UFC世界ライト級王者ハビブ・ヌルマゴメドフの父アブドゥルマナプ・ヌルマゴメフに出会い総合格闘技のトレーニングを始めた。IMMAFアマチュア総合格闘技ヨーロピアン・オープン選手権で金メダルを獲得するなど活躍したが、修理技師として働くために総合格闘技を一時中断した。その後、バーレーンのKHK・MMAチームからトレーニングのオファーを受けたことで総合格闘技のトレーニングを再開し、2020年にプロデビュー。
2023年9月19日、Dana White's Contender Series 63でグレッグ・ヴェラスコと対戦し、リアネイキドチョークで1R一本勝ちを収め、UFCとの契約権を獲得した。

### UFC
2023年12月16日、UFC初参戦となったUFC 296でマルティン・ブダイと対戦し、スタンドパンチ連打で2RTKO勝ち。パフォーマンス・オブ・ザ・ナイトを受賞した。
2024年3月2日、UFC Fight Night: Rozenstruik vs. Gazievでヘビー級ランキング12位のジャルジーニョ・ホーゼンストライクと対戦し、4R終了時にレフェリーストップでTKO負け。キャリア初黒星を喫した。

## 戦績
| 総合格闘技 戦績 | 総合格闘技 戦績 | 総合格闘技 戦績 | 総合格闘技 戦績 | 総合格闘技 戦績 | 総合格闘技 戦績 | 総合格闘技 戦績 |
| --------------- | --------------- | --------------- | --------------- | --------------- | --------------- | --------------- |
| 15 試合         | (T)KO           | 一本            | 判定            | その他          | 引き分け        | 無効試合        |
| 14 勝           | 9               | 3               | 2               | 0               | 0               | 0               |
| 1 敗            | 1               | 0               | 0               | 0               | 0               | 0               |

| 勝敗 | 対戦相手                           | 試合結果                           | 大会名                                   | 開催年月日     |
| ○    | トーマス・ピーターセン             | 1R 3:12 TKO（右ストレート）        | UFC Fight Night: Adesanya vs. Imavov     | 2025年2月1日   |
| ○    | ドンテイル・メイエス               | 5分3R終了 判定3-0                  | UFC on ABC 7: Sandhagen vs. Nurmagomedov | 2024年8月3日   |
| ×    | ジャルジーニョ・ホーゼンストライク | 4R 5:00 TKO（レフェリーストップ）  | UFC Fight Night: Rozenstruik vs. Gaziev  | 2024年3月2日   |
| ○    | マルティン・ブダイ                 | 2R 0:56 TKO（スタンドパンチ連打）  | UFC 296: Edwards vs. Covington           | 2023年12月16日 |
| ○    | グレッグ・ヴェラスコ               | 1R 2:38 リアネイキドチョーク       | Dana White's Contender Series 63         | 2023年9月19日  |
| ○    | ダルコ・ストシッチ                 | 1R 2:54 TKO（右アッパー→パウンド） | BRAVE CF 69                              | 2023年2月18日  |
| ○    | パベル・ダイリコ                   | 2R 0:46 KO（左フック→パウンド）    | BRAVE CF 65                              | 2022年10月28日 |
| ○    | キリル・コルニロフ                 | 5分3R終了 判定2-1                  | Ares FC 7                                | 2022年6月25日  |
| ○    | アレクサンドル・コロミトセフ       | 1R リアネイキドチョーク            | ProFC 70                                 | 2022年3月27日  |
| ○    | グリゴリー・ポノマレフ             | 2R 0:38 TKO（スタンドパンチ連打）  | AMC Fight Nights 104                     | 2021年9月24日  |
| ○    | ムラド・アディルバエフ             | 1R 0:59 リアネイキドチョーク       | BFC: Contender Series 7                  | 2021年7月29日  |
| ○    | アレクセイ・ドルジニン             | 1R 0:33 TKO（パンチ連打）          | MMA Series 29                            | 2021年4月3日   |
| ○    | ウラジスラフ・コズロフスキ         | 1R 0:35 TKO（パンチ連打）          | BFC 66                                   | 2021年2月27日  |
| ○    | アルスール・ブンコフ               | 1R 0:20 TKO（パンチ連打）          | MMA Series 22                            | 2020年12月12日 |
| ○    | デニス・グヴォズデフ               | 1R 0:23 TKO（パンチ連打）          | BFC 63                                   | 2020年10月24日 |

## 獲得タイトル
- IMMAFアマチュア総合格闘技ヨーロピアン・オープン選手権 ヘビー級 優勝（2019年）

## 表彰
- UFC パフォーマンス・オブ・ザ・ナイト（1回）